# Paraeuchaeta orientalis
Paraeuchaeta orientalis är en kräftdjursart som beskrevs av Brodsky 1950. Paraeuchaeta orientalis ingår i släktet Paraeuchaeta och familjen Euchaetidae. Inga underarter finns listade i Catalogue of Life.